# Медицинска евакуација
Медицинска евакуација је пребацивање болесника и рањеника са једног места на друго из безбедносних или медицинских разлога. Савремени начин ратовања и масовне катастрофе (тероризам, земљотрес, цунами, поплаве...) у све гушће насељеним областима света са развијеном грађевинском инфраатруктуром, прате и све теже повреде нанете ватреном оружјем, секундарним пројектилима са разорених објеката и краш и бласт повреде као последица ваздног удара и затрпавања у порушеним објектима. У таквим условима сачувани и доступни ресурси за збрињавање повређених су ограничених могућности, а организација, управљање поступцима и процедурама, такође је угрожена што такође има велики утицај на исход лечења.
Зато се у целом свету као императив успешности у рату и масовним катастрофама, развија брзи систем медицинске евакуације, који треба да прати примена савремених дијагностичких процедура, доступност медикамената, пре свега моћних аналгетика и антибиотика, као и рано дефинитивно збрињавање повређених на удаљеним и безбедном локацијама. А та успнешност, тј. квалитет организованости и рада војног санитета једне државе и њених хитних служби у града или његовог здравственог система у целини у рату или масовним несрећама, цени се на основу организације тријаже и квалитата медицинске евакуације.

## Циљеви
Медицинском евакуацијом тј пребацивањем рањеника и болесника на другу локацију, остварује се више циљева од којих су најзначајнији:
- Очување живота повређених и оболелих изложених дејству ратних операција, или елемантариним непогодама,
- Указивање одговарајућег медицинска помоћ, пре свега оживљавања, одржавања живота и стабилизацију повреда, и других мера које су вишег нивоа стручности од оних на месту рањавања или разбољевања
- Ослобађање смештајних капацитета медицинских установа вишка болесника.
- Дисперзија болесника и становништва. Искуство из великог рата показали да су да пренасељеност доводи чак и у цивилизованим земљама, до развоја великих епидемија у рату и великим катастрофама (тифуса, колере дизентерије...)

## Успешност
Битни чиниоци који утичу на успешност медицинске евакуације су:
- Фактор "време", игра изузетно важну улогу у медицинској евакуацији јер је најчешћи узрок смрти повређених искрварење, тако да правовремено стизање повређеног на хируршку етапу има одлучујућу улогу. Међутим, ако се евакуација врши по лошим путевима, брза вожња може да буде веома штетна за велики број повређених. По правилу, како би медицинска евакуација била што успешнија користе се најбржа и најудобнија средства транспорта, а то су формацијска санитетска транспортна средства у која спадају санитетски аутомобили, аутобуси и хеликоптери а по потреби и авиони, возови и бродови посебно адаптирани за ту намену. Према потреби користе се и сва могућа расположива транспортна средства.
- Квалитетет и свеобухватнос припрема п/о за евакуацију. При чему треба имати у виду да евакуација најчешће траје дуже од планираног времена.
- Пребрзо домета одлука о евакуацији, након извршеног оперативног тертмана, може погоршати стање повређеног јер се током транспорта не могу лечити постоперативни хематома који се могу појавити као компликација након операције.
- Организованост свих структура друштва за медицинску евакуацији у ратним условима и масовним катастрофама
- Опремљеност, едукованост и правилна попуњеност тимова за медицинску евакуацију у случају рата и масовних несрећа
- Сарадња медицинских тимова за евакуацију са осталим структура на локалном, регионалном и светском нивоу.

Што се тиче "транспортабилности" повређених, до прве хируршке етапе, у принципу, нема нетранспортабилних повређених којима је потребна неодложна хируршка помоћ, без обзира на коначни резултат успешности.
Медицинску евакуацију треба применити само код повређене код којих се очекује преживаљавање у период од 12 до 24 часа, имајући при томе у виду неочекивана одлагања, промене руте, или промене у тактичкој ситуацији.

## Ланац медицинске евакуације
Систем медицинске евакуације чини већи број појединачних поступака или „карика“, које чине чврст и нераскидив ланац. У том ланцу најважније су следеће карике:
- Трагање и проналажење повређеног или оболелог (п/о) на ратишту или у зони масовене катастрофе
- Извлачење п/о
- Изношење п/о
- Тријажа повређених и оболелелих, која се спроводи на свим етапама, кроз које п/о пролазе до коначног завршетка медицинске евакуације.
- Евакуација повређених и оболелих према реду хитности или назначењу за евакуацију
- Пружање медицинске помоћ повређеном и оболелом све време трајања процеса евакуације.

Ланац медицинске евакуације снажан је и нераскидив онолико колико је „јака“ свака појединачна карика у њему.
|  |  |  |  |
|  |  |  |  |